# Моніка Гансен
Моніка Гансен — норвезька модель і Міс Норвегія 1997 року.

## Біографія
Виросла у містечку Тенсберг, Норвегія.
Почала модельну кар'єру в модельному агентстві Elite. Її подруга жартома включила її до участі в конкурсі «Міс Всесвіт Норвегія» 1997 року, але вона виграла конкурс, ставши «Міс Норвегія» 1997 року. Після перемоги вона не змогла брати участь у конкурсі «Міс Всесвіт» через хворобу. По дорозі в аеропорт  вона відчула гострий біль і потребувала операції з видалення жовчного міхура. Гансен з'явилася в номері журналу Perfect 10 за 1997 рік, коли посіла друге місце, після Ешлі Дегенфорд. У 1999 році була моделлю для телевізійного серіалу Pax TV Destination Stardom, який знімався в Гонолулу, Гаваї.
Позувала для журналів, включаючи Esquire, Maxim і Stuff. У 2006 році названа жінкою року за версією Maxim. В лютому того року вона також була названа «babe of the month» журналом Playboy і з'являлася на обкладинках журналів, у тому числі Elle. У 2009 році Моніка Хансен виграла позов щодо наклепу, у якому її фотографії були використані без її дозволу як реклама на веб-сайті пластичної хірургії. Моніка Хансен також була головною героїнею норвезького телешоу Ja, Vi Elsker Hollywood. Крім того, зіграла Моніку Фокс у телесеріалі Battledome.
У грудні 2013 року Моніка Гансен створила Каліфорнійську ТОВ під назвою Monica Hansen Beachwear LLC, яка займається розробкою купальників і пляжного одягу, орієнтована на модних жінок віком від 20 до 30 років. У першій половині 2014 року USPTO отримала дозвіл на реєстрацію торгових марок Monica Hansen Beachwear, а також Monica Hansen Swimwear.